# Bruine klapdeurspinnen

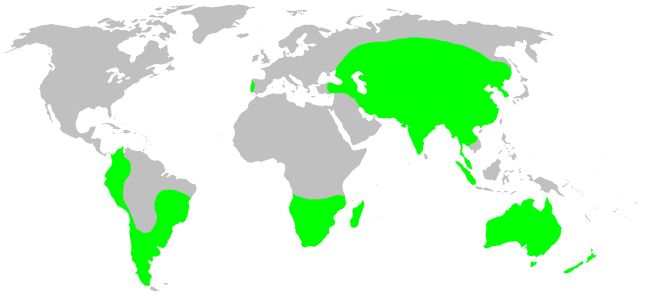
Verspreidingsgebied van de Nemesiidae.

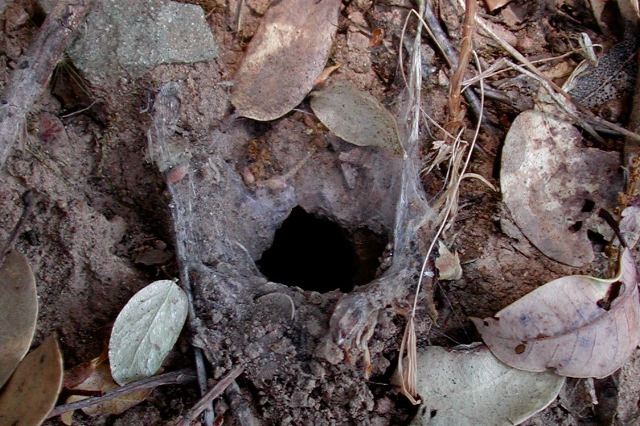
Ingang van een hol.

De bruine klapdeurspinnen (Nemesiidae) zijn een familie van spinnen bestaande uit 10 geslachten. 

## Kenmerken
Deze spinnen zijn relatief lang, bruin van kleur en met zeer dikke poten. De meeste soorten worden ongeveer 2 à 3 cm lang (lichaamslengte). Het vrouwtje van Atmetochilus kan zelfs 4 cm worden.

## Leefwijze
Ze leven in zelfgegraven holen, waarop meestal een soort dekseltje komt. Hun schuilplaats is erg vergelijkbaar met die van de valdeurspinnen. Ze wachten meestal aan de ingang van hun hol, tot wanneer een prooi voorbij komt. Ze proberen de prooi steeds te vangen, zonder dat ze uit hun hol moeten kruipen. 

## Verspreiding en leefgebied
Ze komen voor in Australië, Zuid-Afrika, Azië en Zuid-Amerika.

## Geslachten
- Amblyocarenum Simon, 1892
- Brachythele Ausserer, 1871
- Calisoga Chamberlin, 1937
- Damarchilus Siliwal, Molur & Raven, 2015
- Gravelyia Mirza & Mondal, 2018
- Iberesia Decae & Cardoso, 2006
- Mexentypesa Raven, 1987
- Nemesia Audouin, 1826
- Raveniola Zonstein, 1987
- Sinopesa Raven & Schwendinger, 1995